# SOB RABe 526
De  RABe 526 is een serie elektrisch treinstellen van het type Stadler FLIRT voor het regionaal personenvervoer van de Schweizerische Südostbahn (SOB). Het acroniem FLIRT staat voor Flinker Leichter Innovativer Regional-Triebzug.

## Geschiedenis
Het treinstel type RABe 526 is een de varianten die door Stadler Rail zijn gebouwd. Het gaat hierbij onder meer om de types RABe 521, RABe 522, RABe 524 en RABe 526 van de Schweizerische Bundesbahnen (SBB).
Op 16 april 2010 werd bekend dat de Schweizerische Südostbahn (SOB) een optie van 12 treinstellen bij de fabrikant heeft geactiveerd. De treinen zullen tussen eind 2012 en 2013 worden gebouwd.

## Constructie en techniek
Het treinstel is opgebouwd uit een aluminium frame met een frontdeel van GVK. Het treinstel heeft een lagevloerdeel. Deze treinstellen kunnen tot vier stuks gecombineerd rijden en zijn uitgerust met luchtvering.

## Treindiensten
De treinen van het type RABe 526 worden door de Schweizerische Südostbahn (SOB) in gezet op de trajecten S-Bahn Zürich en vanaf 15 december 2013 de S-Bahn St. Gallen:
- Rapperswil - Arth Goldau
- Romanshorn - St. Gallen HB - Nesslau-Neu St. Johann

S-Bahn Zürich:
- S 13: Wädenswil - Einsiedeln
- S 40: Rapperswil - Pfäffikon SZ - Samstagern - Einsiedeln

S-Bahn St. Gallen, vanaf 15 december 2013:
- S 4: Ziegelbrücke – Sargans – St. Margrethen – Rorschach – St. Gallen – Herisau – Wattwil – Uznach – Ziegelbrücke

## Galerij

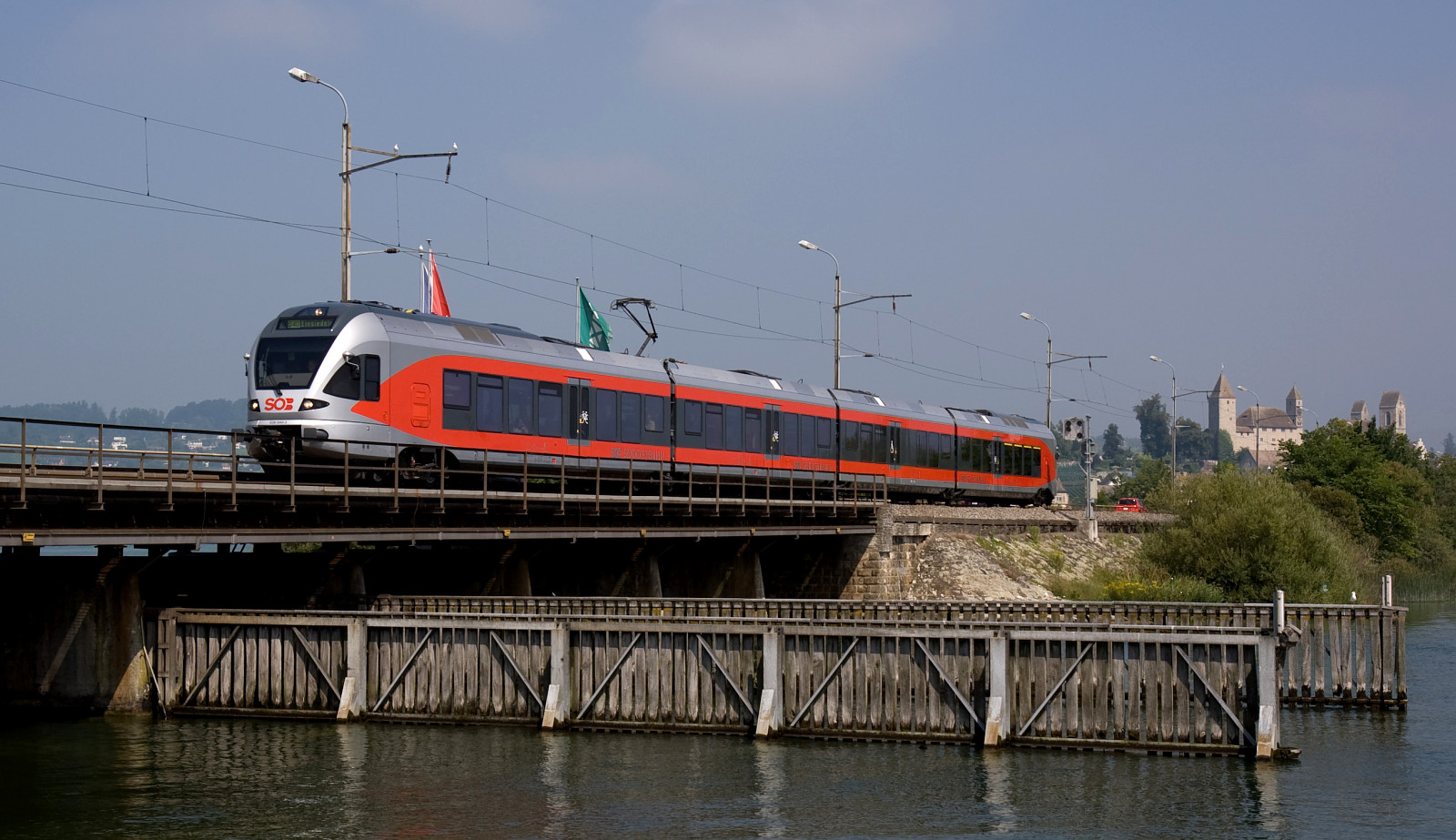
Nieuwe generatie SOB-treinstellen Stadler FLIRT